# Marathon van Seoel 2005
De marathon van Seoel 2005 werd gelopen op zondag 13 maart 2005. Het was de 61e editie van de marathon van Seoel. De Keniaan William Kipsang kwam als eerste over de streep in 2:08.53. De Chinese Chun-xiu Zhou won bij de vrouwen in 2:23.24.
In totaal finishten er 21.067 lopers.

## Uitslagen

### Mannen
| rang   | naam                     | land | tijd    |
| ------ | ------------------------ | ---- | ------- |
| Goud   | William Kipsang          | KEN  | 2:08.53 |
| Zilver | Gert Thys                | RSA  | 2:11.19 |
| Brons  | Tomoaki Kunichika        | JPN  | 2:11.32 |
| 4      | Andrea Sipe              | TAN  | 2:12.15 |
| 5      | Teferi Wodajo            | ETH  | 2:14.16 |
| 6      | Mitsuhiro Anjo           | JPN  | 2:16.38 |
| 7      | Michael Mislay           | TAN  | 2:16.58 |
| 8      | Joshua Chelanga          | KEN  | 2:17.03 |
| 9      | Mbarak Hussein           | USA  | 2:18.33 |
| 10     | Faustin Baha             | TAN  | 2:19.09 |
| 11     | Jung-Hoon Shin           | KOR  | 2:19.12 |
| 12     | Chia-Che Chang           | TPE  | 2:19.42 |
| 13     | Thomas Chemitei          | KEN  | 2:19.51 |
| 14     | Jin-Soo Lim              | KOR  | 2:20.11 |
| 18     | Julius-Francis Gidabuday | TAN  | 2:23.25 |
| 22     | Takaaki Mukai            | JPN  | 2:25.15 |
| 23     | Yuriy Hychun             | UKR  | 2:25.53 |
| 25     | Abderazzak Haki          | MAR  | 2:31.44 |

### Vrouwen
| rang   | naam            | land | tijd    |
| ------ | --------------- | ---- | ------- |
| Goud   | Zhou Chunxiu    | CHN  | 2:23.24 |
| Zilver | Wei Yanan       | CHN  | 2:25.55 |
| Brons  | Helena Javornik | SLO  | 2:29.18 |
| 4      | Worknesh Tola   | ETH  | 2:29.54 |
| 5      | Zhang Shujing   | CHN  | 2:29.58 |
| 6      | Jung-Hee Oh     | KOR  | 2:31.41 |
| 7      | Kyung-Hee Choi  | KOR  | 2:33.29 |
| 8      | Kim Eun-Jung    | KOR  | 2:37.55 |
| 10     | Fabiola William | TAN  | 3:06.48 |

1964 ·
1965 ·
1966 ·
1967 ·
1968 ·
1969 ·
1970 ·
1971 ·
1972 ·
1973 ·
1974 ·
1975 ·
1976 ·
1977 ·
1978 ·
1979 ·
1980 ·
1981 ·
1982 ·
1983 ·
1984 ·
1985 ·
1986 ·
1987 ·
1988 ·
1989 ·
1990 ·
1991 ·
1992 ·
1993 ·
1994 ·
1995 ·
1996 ·
1997 ·
1998 ·
1999 ·
2000 ·
2001 ·
2002 ·
2003 ·
2004 ·
2005 ·
2006 ·
2007 ·
2008 ·
2009 ·
2010 ·
2011 · 
2012 · 
2013 · 
2014 · 
2015 · 
2016 ·  
2017